# Kantongerecht Appingedam

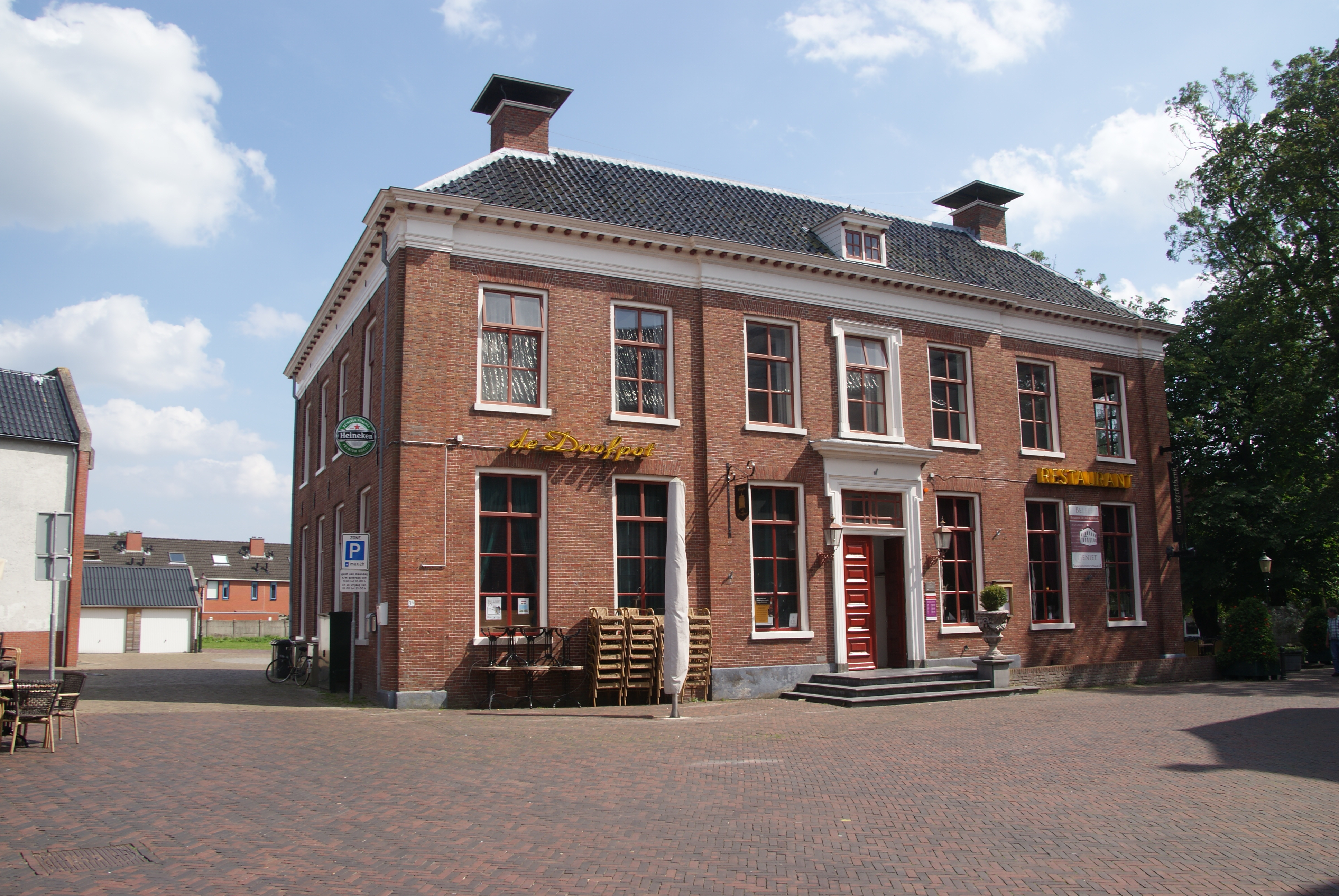
Oude rechtbank, later kantongerecht aan de Wijkstraat

Het kantongerecht Appingedam was van 1838 tot 1934 een van de kantongerechten in Nederland. Appingedam kreeg in 1838 niet alleen een kantongerecht, het werd ook zetel van een arrondissementsrechtbank. Voor die rechtbank werd in 1844 een nieuw gebouw neergezet. Nadat de rechtbank in 1877 werd opgeheven was het kantongerecht de belangrijkste gebruiker.

## Het kanton
In de Franse tijd werden in Nederland kantons ingevoerd. Appingedam, als tweede stad in de provincie Groningen, werd daarbij zetel voor de vrederechter. De vrederechter maakte in 1838 plaats voor de kantonrechter. Het oude kanton Appingedam werd daarbij samengevoegd met het kanton Loppersum, waarbij Appingedam de zetel werd. Het werd het eerste kanton van het arrondissement Appingedam.
In 1877 werd de rechtbank Appingedam opgeheven en werden de drie kantons gevoegd bij het arrondissement Groningen. De omvang van het kanton bleef daarbij gelijk, Appingedam werd nu het tweede kanton van Groningen. Dat bleef het tot 1934 toen het kanton werd opgeheven.
Het kanton omvatte de gemeenten: Appingedam, Bierum, Delfzijl, Loppersum, Stedum, Ten Boer, 't Zandt en Slochteren.

## Kantonrechters en griffiers van het kantongerecht te Appingedam in de periode 1838-1933
| Ambtsperiode | Kantonrechter                                               | Bijzonderheden |
| ------------ | ----------------------------------------------------------- | --- |
| 1838-1853    | mr Lodewijk Hendrik Wijchgel (1783-1856)                    | voorheen vrederechter te Appingedam, eervol ontslagen                                                                              |
| 1853-1854    | mr Willem Jan Mees (1815-1869)                              | voorheen substituut-Officier van Justitie bij de arrondissementsrechtbank te Appingedam, daarna Officier van Justitie aldaar       |
| 1854-1869    | mr Everhardus van Loon (1826-1901)                          | voorheen advocaat te Appingedam, eervol ontslagen                                                                                  |
| 1869-1871    | mr Jan Otto Herman Ramaer (1835-1909)                       | voorheen kantonrechter te Lemmer, daarna procureur-generaal op Curaçao                                                             |
| 1872-1878    | mr Rudolph Pabus Cleveringa Jzn (1819-1890)                 | voorheen advocaat, eervol ontslagen                                                                                                |
| 1878-1910    | mr Egbertus Roelinus Borgesius (1834-1910)                  | voorheen ambtenaar van het openbaar ministerie bij het kantongerecht te Leeuwarden, eervol ontslagen                               |
| 1910-1919    | mr Nicolaas Bleeker Czn (1860-1919)                         | voorheen kantonrechter te Onderdendam, overleden in functie                                                                        |
| 1919-1926    | mr Adriaan Mercier (1881-1961)                              | voorheen griffier van het kantongerecht te Middelburg, daarna rechter in de arrondissementsrechtbank te Zwolle                     |
| 1926-1933    | vacature, waarneming door de kantonrechter te Zuidbroek     | |
| Ambtsperiode | Griffier                                                    | Bijzonderheden |
| 1838-1839    | mr Johan Herman Geertsema jr (1789-1859)                    | voorheen advocaat te Groningen, eervol ontslagen                                                                                   |
| 1839-1844    | mr Jan Gockinga jr (1814-1852)                              | voorheen advocaat te Groningen, daarna kantonrechter te Zuidbroek                                                                  |
| 1844-1871    | mr Hendrik Albertus Vinkers (1803-1871)                     | voorheen advocaat te Appingedam, in functie overleden                                                                              |
| 1871-1875    | mr Ubbo Stheeman (1844-1886)                                | voorheen griffier van het kantongerecht te Beetsterzwaag, daarna substituut-griffier van het Provinciaal Gerechtsshof te Groningen |
| 1876-1886    | mr Eduard Alexander Fredrik Thomas (1848-1918)              | voorheen griffier bij het kantongerecht te Delden, daarna griffier bij het kantongerecht te Alphen aan den Rijn                    |
| 1886-1891    | mr Evert Jan Thomassen a Thuessink van der Hoop (1852-1895) | voorheen advocaat te Groningen, daarna griffier van het kantongerecht te Leeuwarden                                                |
| 1891-1903    | mr Joan Diderik Wichers (1861-1906)                         | voorheen advocaat te Appingedam, daarna kantonrechter te Onderdendam                                                               |
| 1903-1908    | mr Paulus Adrianus Rutgers van der Loeff (1870-1949)        | voorheen advocaat te Groningen, daarna rechter in de arrondissementsrechtbank van Heerenveen                                       |
| 1908-1909    | mr Claas Uiterwijk (1869-1938)                              | voorheen advocaat te Amsterdam, daarna substituut-griffier bij het Gerechtshof te Arnhem                                           |
| 1909-1917    | mr Gerardus Felix (1882-1950)                               | voorheen advocaat te Heerenveen, daarna substituut-griffier bij de arrondissementsrechtbank te Arnhem                              |
| 1917-1922    | mr Dirk Roessingh (1884-1950                                | voorheen advocaat te Groningen, daarna substituut-griffier bij de arrondissementsrechtbank te Assen                                |
| 1922-1928    | mr Johannes Hermannus David Munnik (1888-1953)              | voorheen advocaat te Joure, daarna griffier van het kantongerecht te Enschede                                                      |
| 1928-1932    | mr Frederik Willem Christiaan Hund Gebhard (1900-1979)      | voorheen advocaat te Groningen, daarna griffier van het kantongerecht te Emmen                                                     |
| 1932-1933    | vacature                                                    | |